# Nablus Voetbalstadion
Het Nablus Voetbalstadion is een multifunctioneel stadion in Nablus, een stad in Palestina. 
Het stadion wordt vooral gebruikt voor voetbalwedstrijden, de voetbalclub Al-Ittihad Club maakt gebruik van dit stadion. Er worden ook atletiekwedstrijden georganiseerd. In 2000 werd van dit station gebruik gemaakt voor een internationaal atletiektoernooi. In het stadion is plaats voor 4.000 toeschouwers. Het stadion werd geopend in 1950.